# 로젠 메이든의 등장인물 목록
이 문서는 로젠 메이든에 등장하는 인물을 설명하는 문서이다.

## 로젠 메이든
스이긴토(일본어: 水銀燈, すいぎんとう 스이긴토[*])
성우: 타나카 리에 / 양정화
로젠 메이든 시리즈의 첫 번째 인형. 이름의 의미는『수은등(水銀燈)』이며, 독일어로는 Merkur Lampe라 부른다. 신쿠의 라이벌로 자매 중에서도 앨리스 게임에 대한 집착이 매우 강한편. 앨리스 게임에서 승리하여 동생들의 로자 미스티카를 모두 빼앗은 다음 완벽한 소녀 '앨리스'로 인정받아 로젠을 만나겠다는 소원과 그를 향한 애정으로 버티며 살고 있다. 상대를 무시하고 바보 취급하는 어투를 구사하며, 특히 신쿠에겐 독설을 가차없이 쏟아낸다.
애니메이션판에선 로젠 메이든 시리즈 중 유일한 미완성품으로 설정이 바뀌어서 나온다. 로젠은 그녀를 만들다 말고 어딘가로 사라져 버렸고, 그녀가 앨리스 게임에 집착하게 된 것 또한 여기에 영향을 받은 것이다. 원작에서는 미완성은 아니나 날개 때문인지 등쪽에 금이 간 상태이다.
역십자 문양이 들어간 좌우 비대칭의 오버스커트가 붙은 정교한 스커트에, 검은색과 하얀색이 겹친 드레스 복장을 하고 있다. 등에는 자유자재로 변하는 검은 날개가 달려 있어 하늘도 날 수 있다. 머리카락은 실버블론드의 긴 생머리이며, 눈동자는 진분홍색이다.
냉혹하고 호전적인 성격의 소유자다. 로자 미스티카를 손에 넣기 위해서라면 수단과 방법을 가리지 않으며, 계약자를 “양식”이라고 거리낌 없이 말하지만, 태생부터 심장병을 가져, 자신을 정크라고 자학하는 미디엄(계약자)인 『카키자키 메구』에 대해서는 항상 걱정하는 따뜻한 마음을 갖고 있다. 애니메이션에서는 요염한 누님계의 캐릭터 속성이 더해져 자매 중에서도, 보다 맏딸스러움이 강조되고 있다. 애니메이션판 소우세이세키 관련 에피소드에서 “유산균 먹고 있니?(乳酸菌摂ってるぅ？)”라는 대사로 유명.
애니판에서는 미완성품이란 설정으로 인해 미디엄이 필요 없으나 원작에서는 미디엄의 모든 힘을 양식으로 삼을 수 있다. 즉, 몸이 약한 사람은 스이긴토에 의해 힘이 모두 흡수당해 죽을 수도 있는데 때문에 메구가 스이긴토와 계약을 하려는 이유이다.
공격 무기는 장검이며 등에 달린 검은 날개의 깃털 수천 개를 화살촉처럼 매우 빠르게 뿌려 상대방을 공격하며, 날개로 몸을 가려 방어도 한다. 애니메이션에서는 날개를 용으로 변모시켜 공격하기도 한다. 이 때문에 근거리에서 원거리까지 모두 대응할 수 있는 유연성을 가지고 있다. 인공 정령은 메이메이(メイメイ)로, 그 성능은 호리에와 호각을 이룰 정도다.
카나리아(일본어: 金糸雀, かなりあ 카나리아[*])
성우: 시무라 유미 / 정유미
로젠 메이든 시리즈의 두 번째 인형. 이름의 의미는 꼬마새 '카나리아'. 한자로는 금사작(金糸雀)으로, 독일어로는 Kanarienvogel으로 표기한다. 애니판에선 2기부터 등장한다. 말버릇은 “…까나(…かしら)”. 복장은 노란색을 바탕으로 하여, 초록빛 띈 회색의 롤 헤어를 하고 있다. 눈동자의 색은 머리카락의 색과 같다. 자칭 ‘로젠 메이든 제일의 두뇌파'라고 하지만 생각보다 단순하다. 매일 사쿠라다네 집을 염탐하며 신쿠 일행의 로자 미스티카를 노리지만, 대개 스스로 자멸해 실패하고 만다. 그럼에도 좌절하지 않고 적극적인 자세로 임하고 있다. 서포트 역할로서의 성능은 우수하다. 평소엔 양산을 들고 다니는편.
계약자인 미츠의 “다른 로젠 메이든도 갖고 싶다”라는 소원을 이루어주기 위해 앨리스 게임을 시작했지만, 어느새인가 사쿠라다 집안의 일원이 되었다. 히나이치고와 죽이 잘 맞아 자주 어울려 다닌다. 좋아하는 것은 설탕이 듬뿍 들어간 계란말이. 사쿠라다의 집까지는 양산을 펼쳐 하늘을 날아오는 것 같지만 바람에 그대로 흘러가서 상당히 고생하는 듯하다. 천적은 사쿠라다의 집 부근을 배회하는 까마귀.
애니판에선 신쿠와 마찬가지로 파손한 것을 수리하는 힘을 갖고 있지만, 부분적으로밖에 할 수 없다.
바이올린으로 연주하며 생기는 강력한 음파로 적을 공격한다. 애니메이션에서는 바이올린 활로 격투 공격까지 한다. 애니메이션에서는 인공 정령이 바이올린이 들어있는 케이스를 소환하지만, 원작에서는 양산을 바이올린으로 바꾼다. 바이올린을 이용한 전투법은 제1악장, 제2악장, 최종 악장으로 나뉘며, 다른 자매에 비해 그 기술 수가 다채롭고 명칭도 여러 가지다. 전투력은 의외로 강력한 축에 속하지만, 바이올린이 파괴되면 전투 불능 상태가 되어 버린다. 인공 정령은 피치카토(ピッツィカート).
스이세이세키(일본어: 翠星石, すいせいせき 스이세이세키[*])
성우: 쿠와타니 나츠코 / 우정신
로젠 메이든 시리즈의 세 번째 인형. 이름의 의미는 비취의 일종인 『취성석(翠星石)』. 독일식 이름은 Jade Stern으로 비취별을 의미한다. 소우세이세키의 쌍둥이 언니로 정원사이다. 눈동자 색이 소우세이세키와 같이 오드아이로, 오른쪽 눈이 루비색이고 왼쪽 눈이 에메랄드색이다. 복장은 초록빛 롱 스커트 드레스. 바닥에 닿을 정도로 긴 갈색 긴 웨이브머리에 두건과 레이스를 쓰고 있다. 인간의 마음으로 자라는 ‘마음의 나무’를 성장시키는 ‘정원사의 물뿌리개’를 갖고 있다. 1인칭은 대체로 “스이세이세키는…”이며, 말버릇은 말 끝마다 “…예요(…ですぅ 데스[*])”를 붙인다.
성격은 소위 일본에서 말하는 츤데레. 청초하고 단정한 외모에 어울리지 않게, 상당한 독설가이다. 인간을 무척 혐오하는 데다가 특유의 오만한 성격과 함께 교활하고 고압적이기 때문에, 준으로부터 ‘난폭한 인형’이라고 불리고 있으며 그녀는 준을 꼬맹이(ちび 지비[*])로 부르고 있다. 하지만 낯가림이 심하고 겁쟁이이기도 하며, 무신경한 히나이치고를 일방적으로 괴롭히고 다니지만, 준을 걱정하거나 다른 자매들을 배려하기도 하는 선량한 마음씨를 갖고 있다. 싸우는 걸 싫어하는 성격이라 자매들끼리 싸우는 앨리스 게임도 될 수 있으면 피하고 싶어 한다.
원작에서는 스이긴토에 공격의 의해 모두가 당할 위기에 놓이자 준에게 반지를 내밀어 반지를 끼우면서 준과 계약하게 되었고, 애니메이션에서는 바라스이쇼와의 전투 때에 준과 계약한다. 둘이 만난 당초에는 무턱대로 그를 싫어했고 말싸움도 많았지만, 몸을 덮쳐 자신을 지키려고 한 준의 모습에 매료된다. 하지만 자신의 감정에 솔직하지 못하고, 준이 신쿠와 있기만 하는 것에 대해 질투하기도 한다.
꿈 속 세계에 있는 세계수의 일부분이나 마음의 나뭇가지를 물뿌리개로 조종해 적을 속박하거나 적의 공격으로부터 자신을 방어한다. 애니메이션에서는 물뿌리개를 사용해 접근전도 소화해내기도 한다. 계약자가 없는 동안에는 전투력이 뛰어나지 않았지만, 준을 얻고 나서는 바라스이쇼를 잡는 등 비약적으로 상승했다. 인공 정령은 스이 드림(スィドリーム).
소우세이세키/창성석 (일본어: 蒼星石, そうせいせき 소우세이세키[*])
성우: 모리나가 리카 / 윤미나
로젠 메이든 시리즈의 네 번째 인형. 이름의 의미는 사파이어의 일종인 청금석(蒼星石/Lapis lazuli). 독일어 이름은 Lapis lazuli stern). 스이세이세키의 쌍둥이 여동생으로 역시 정원사이다. 스이세이세키와 마찬가지로 오드아이지만, 눈동자 색의 위치는 반대로 오른쪽은 에메랄드색이고, 왼쪽이 루비색이다. 복장은 전체적으로 파란색 계열로, 상의부분은 스이세이세키와 비슷한 디자인이나 케이프를 두르고 있고 하의는 통이 넓은 반바지를 입는다. 갈색 머리(코믹스에서는 스이세이세키와 거의 비슷한 색이나 애니메이션에서는 스이세이세키보다 좀 더 붉은빛을 띤다) 숏헤어에 중절모를 쓰는 등 전체적으로 보이쉬한 용모이다. 1인칭도 여성용 1인칭인 와타시(私)가 아닌 남성용 1인칭 보쿠(僕)를 사용하여 남자인형으로 오해받는 경우가 다소 있다. ‘마음의 나무’의 성장을 방해하는 잡초를 제거하는 ‘정원사의 가위’를 갖고 있다.
성격은 언니와는 정반대로 매우 성실하고 계약자의 명령은 설사 그것이 불합리하다 하더라도 충실히 따른다. 아버지 로젠과 마스터의 뜻에 절대적으로 충성하는 등 약간 보수적인 면이 있다. 의사 표시는 별로 하지 않고, 행동으로 감정을 나타낸다. 그 침착한 성격 때문에 스이세이세키의 폭주를 막아내는 활약을 한다. 애니메이션에서는 사쿠라다 집안에 완전히 친숙해진 데다가, 신쿠와 마찬가지로 인형극 TV프로그램 '명탐정 킁킁'을 상당히 좋아하는 듯 한다. 또한 신쿠마저도 설득당하는 자매들의 양심이자 두뇌파 역할도 담당해 개성이 강한 자매들 중 유일한 상식인이다. 그런 만큼, 스이세이세키에게 멱살이 잡혀 흔들어지거나 스이세이세키에게 괴롭힘을 당하는 히나이치고의 방패로 사용되는 등 꽤나 고생을 하고 있다.
자신의 몸집만한 정원사의 가위를 들고 접근전을 하는 스타일이다. 자신의 인공 정령이 없으면 가위를 소환할 수 없지만, 애니메이션에서는 인공 정령을 빼앗긴 상태로도 가위를 사용하는 장면이 있었다. 특별편에서는 비단 모자를 부메랑처럼 던져서, 신쿠의 지팡이를 떨어뜨리는 장면도 있었다. 인공 정령은 렘피카(レンピカ).
스이긴토에게 로자 미스티카를 빼앗기나 로젠메이든 신연재에서 '감지않은 세계'의 준과의 계약이 맺어지며 키라키쇼의 속박에서 벗어나 부활하게 된다. 이후 본래 세계로 돌아와서는 중학생 준을 마스터로서 따른다.
신쿠(일본어: 真紅, しんく 신쿠[*])
성우: 사와시로 미유키 / 이선
본작의 히로인. 로젠 메이든 시리즈의 다섯 번째 인형이다. 이름의 의미는 진홍색(真紅). 독일어 이름은 Reiner Rubin.이름 그대로 진홍빛 드레스와 헤드 드레스 복장을 하고 있다. 머리카락은 키보다 길고, 머리모양은 금발의 트윈 테일이다. 이것은 때때로 채찍과 같이 사용되지만, 전투용 무기라기보다는 상대가 거리낌 없이 손을 대려 한다거나 자존심을 손상시켰을 때에 휘두르는 경우가 많다. 눈동자 색은 파랑색이다. 인형을 조종하거나 파손, 손실한 것을 복구하는 힘을 갖고 있다.
현재의 계약자는 사쿠라다 준으로, 하인으로 부려먹고 있다. 여왕 기질로 자존심이 강하지만, 동료에 대한 배려도 있어, 사쿠라다 집안에 모이는 자매들의 리더적 존재이다. 또, 항상 도도하며 관록이나 위엄조차 느끼게 하는 언동을 한다.
취미는 독서, 인형극 TV프로그램 ‘명탐정 킁킁’ 시청. 독서 때는 주로 연금술과 관련된 책을 읽는다. 명탐정 킁킁은 매일 빠뜨리지 않고 시청하며, 프로그램의 주인공 킁킁 탐정을 향한 애정이 과하여, 가끔 평상시의 도도함을 잃을 정도이다. 또 찬장에는 명탐정 킁킁 변신 세트, 명탕점 킁킁 DVD, 킁킁 인형 등을 모아 장식하는 오타쿠적인 면이 있다. 홍차를 즐겨 마시며, 그녀의 미각에 맞추는 것이 까다롭다. 원작에서는 과자도 좋아하는 것 같다. 또, 처음으로 입에 대는 것은 열심히 냄새를 맡는 버릇이 있는 모양이다. 고양이나 어두운 곳을 굉장히 무서워하고 싫어한다.
공격 무기는 칼과 같은 용도로 사용할 수 있는 지팡이이며 장미 꽃잎을 뿌려 공격한다. 인공 정령은 호리에(ホーリエ).
히나이치고(일본어: 雛苺, ひないちご 히나이치고[*])
성우: 노가와 사쿠라 / 이용신
로젠 메이든 시리즈의 여섯 번째 인형. 이름의 의미는 『작은 딸기』이며ㅡ 독일어로는 Kleine Beere. 머리에 리본을 묶어 복숭아색의 아기 인형 같은 활동적인 복장을 하고 있다. 머리 모양은 세로롤이며, 눈동자 색은 초록색이다. 자매 중에서도 가장 어린이 같은 행동을 하기 때문에, 스이세이세키로부터 ‘꼬마 이치고(ちびいちご)’ 등으로 불리며 괴롭힘을 당한다. 일인칭은 “히나는(ヒナは)…”, 말버릇은 말 끝마다 “…이야(…なの)”를 붙이는 것이 특징이다.
평상시는 울보인 데다 응석꾸러기인 한편, 과자와 딸기찹살떡을 좋아한다. 그림을 그리는 것과 노래를 부르는 것을 좋아하고 고독함을 싫어한다. 애니메이션에서는 악어 모양의 봉제 인형을 마음에 들어 하며, 스이세이세키를 골탕먹이는 용도로도 사용한다.
원작에서는 전의 계약자(코린느 포세, 키라키쇼의 미디엄인 오딜 포세의 할머니)가 프랑스인이었기 때문에, 프랑스어를 할 수 있고, 지금도 프랑스어로 이야기하는 버릇이 있다. 특히 Phase5, 6에서는 “네”나 “아니오” 대신에 oui, non이라고 대답하는 정도가 되었다.
본래는 가시나무를 조종하거나 인형을 거대화 시키는 능력이 있었지만, 신쿠와의 앨리스게임에서 힘을 과하게 사용했기 때문에, 계약자 토모에가 소멸의 위험에 처하자 그녀를 구하기 위해 앨리스 게임의 패자가 되는 걸 각오하고 스스로 계약을 해제해버렸지만, 신쿠는 당장 쓰러뜨리지는 않고 자신의 부하가 될 건지, 단순한 인형이 될 건지 선택하라고 물어 봐 전자를 선택했다. 이후, 힘이 약화되어버려 딸기 덩굴을 조종하는 능력밖에 쓰지 못하게 되었지만, 사람 한 명을 가볍게 들어올리거나 일시적으로 상대를 속박할 수는 있다. 토모에와의 계약 해지 후부터는, 신쿠를 통하여 준으로부터 힘을 얻고 있다. 그 때문에 싸움 중에서는 앞장서서 준을 지키려고 하거나 신쿠를 도우려고 하는 모습을 보인다. 인공 정령은 베리벨(ベリーベル)로, 히나이치고가 가르친 예의범절이 부족하여 능력은 별로 좋지 않다.
키라키쇼(일본어: 雪華綺晶, きらきしょう 키라키쇼[*])
성우: 지바 지에미
로젠 메이든 시리즈의 일곱 번째 인형. 이름의 의미는 눈빛수정(雪華綺晶). 독일식 이름은 Kristall des bunten schneesschnees. 애니판에선 2기 최종화에서 잠깐 모습 비치며 3기 7화부터 모습을 보였으며, 원작에서는 Phase35에서 본명을 밝힌다. 하얀 장미 줄기가 오른쪽 눈을 덮고 있으며, 머리 모양은 웨이브인 롱 헤어의 투 사이드 업. 하얀 장미로 머리를 치장하여 트윈으로 묶고 긴 부츠를 신고 있다.
애니메이션 2기에 등장한 바라스이쇼와 용모가 비슷하고, 그녀가 자신을 가리켜 일곱 번째 인형이라고 했기 때문에, 바라스이쇼와 구별하기가 어렵고, 실제로 본명이 공표될 때까지는 바라스이쇼와 혼동하는 사람도 있었다.
익살맞은 짓을 하는 기묘한 성격으로, 거울의 저편에서 다른 자매의 모습을 살피거나 역상 형태로 나타나 다른 자매에게는 없는 그녀만의 독특한 광기와 기분 나쁨을 연출하고 있다. 반면, 자매 전원이 같은 시대에 나타날 때까지 모습을 나타내지 않거나, 계약자 오딜 포세(히나이치고의 옛 미디엄 코린느 포세의 손녀)조차 이용하는 등 조심스러우면서도 교활한 면도 보인다.
“물질 세계에 존재를 구속당하는 것 자체가 앨리스가 되기 위한 과정에 족쇄가 되는 불필요한 게 아닐까?”라는 로젠의 생각에 따라, 자매들 중 유일하게 로젠의 상상력과 창조력만으로 만들어졌기 때문에 실체가 없는 특수한 인형이다(영체 혹은 환상). 지금까지는 실체를 갖고 있지 않았기 때문에 현실 세계에 나오는 일이나 앨리스 게임에 참가할 수가 없었지만, 원작에서는 앨리스 게임에 참가하기 위해 히나이치고에게 키스를 해 육체를 빼앗아 실체를 가지기에 이르렀다. 상대의 마음의 틈새를 노린 교묘한 정신 공격을 하며, 환각술을 사용하기도 한다. 인공 정령은 정확히 밝혀진 바는 없으나 히나이치고의 육체를 뺏을 때 그녀의 인공정령인 베리벨을 '로즈마리'라고 부르며 인공정령으로 썼다는 설이 있다.(그러나 설이있을뿐 정확하지 않다.) 로자 미스티카에는 관심이없고,오히려 마스터를 노려 현 마스터들은 물론이고 오딜 이외의 역대 마스터들의 후손들을 포획한다.

## 로젠 메이든 외의 인형
바라스이쇼(일본어: 薔薇水晶, ばらすいしょう 바라스이쇼[*])
성우: 고토 사오리 / 이현진
애니판 오리지널 인형. 원작에서는 등장하지 않는다. 이름의 의미는 장미수정(薔薇水晶). 자신을 “로젠 메이든 일곱 번째 인형”이라고 소개하며 등장한다. 과묵하고 무표정하지만 호전적인 성격의 소유자다. 보라색 드레스에 하프 스커트와 장미와 수정으로 머리를 치장했다. 머리 모양은 긴 스트레이트 헤어를 투 사이드 업으로 하고 있다. 눈동자 색은 금빛으로 왼쪽 눈에 장미 모양의 안대를 하고 있다. 상대의 말을 그대로 따라하는 버릇이 있다. 다른 인형들에게 앨리스 게임을 할 것을 꼬드기고, 최종적으로 모두의 로자 미스티카를 노린다.
전투 스타일은 주로 지면에서 수정 기둥을 출현시키는 것과 수정검을 소환해 공격하는 방법이 있다. 그 밖에도 상대를 결정 내에 가두는 일이나 상대의 공격을 회피할 때의 텔레포트, 원거리에서 충격파를 발산하는 것도 할 수 있어 그 전투력은 로젠 메이든보다 뛰어나다고 평가받고 있다.
로젠의 제자인 엔쥬가 스승을 뛰어넘기 위해 만든 인형으로, 2기에 있었던 앨리스 게임에서 로젠 메이든에게 승리해 모든 로자 미스티카를 손에 넣지만 견뎌내지 못하고 결국 부서졌다. 진짜 일곱 번째 인형인 키라키쇼와는 옷의 색, 안대의 장미의 위치, 복장의 디자인과 머리 치장, 성격, 머리 모양이 다소 다르다. 정확하게는 바라스이쇼는 보라색계열의 옷을 입고 있으나, 키라키쇼는 흰색계통의 약간 밝은옷, 쇄골을 가리는 옷의 너비와 길이가 다르다. 또한, 목부분과 신발 발등부분에 코르사주를 하고 있는 바라스이쇼와 목부분과 신발을 끈으로 묶은 차이점도 있다. 머리모양도 약간의 차이를 보인다. 바라스이쇼는 긴 스트레이트 헤어의 윗부분만 살짝 묶었지만, 키라키쇼는 머리를 아예 트윈업으로 묶었다. 인공 정령은 가지고 있지 않으나 2기 1화에서 스이긴토의 인공정령인 '메이메이'를 이용해 신쿠를 자신의 n-필드로 불러들인다.
사실 바라스이쇼는 애니판 1기의 흥행으로 갑작스럽게 2기의 제작이 결정된 이후 애니판 제작자들이 급조한 캐릭터이다. 원작에선 아직 키리키쇼가 등장하지 않은터라 애니판 2기에 등장시키는게 어려웠고, 결국 천재 인형사 로젠의 제자인 '엔쥬'라는 인물이 진짜 로젠 메이든 7번 째 인형을 본따서 바라스이쇼를 만들었다는 애니판 오리지널 설정을 추가하게 되었다. 또한 원작자에게 부탁하여 바라스이쇼를 디자인했는데, 키리키쇼의 모조품이란 설정을 염두에 두고 일부러 거의 비슷하게 만든 것으로 보인다.
드라마 CD에서는, 시라사키의 “개성이 부족하다”는 의견으로, 리퀘스트에 따라 여러 가지 캐릭터를 연기했다. 드라마 CD의 명칭은 그 이름도 ‘바라스이쇼 개조 계획’이다.

## 인간

### 로젠 메이든의 미디엄
사쿠라다 준 (일본어: 桜田 ジュン 사쿠라다 준[*])
성우: 사나다 아사미 / 정선혜
신쿠와 스이세이세키의 계약자. 10대 청소년으로 중학생이지만, 은둔형 외톨이라서 집에만 틀어박혀 생활하고 있다. 히키코모리가 된 과정이 원작과 애니메이션은 다른데, 원작에선 의상 디자인에 재능이 있던 준이 같은반 여학생이 축제에서 입을만한 옷을 심심풀이로 디자인해서 노트에 기록해 놨던것이 원인이 되었다. 이노트를 담임 선생님이 우연하게 보게 되었고, 전교생 앞에서 준의 재능이 대단하단 사실을 알리게 되었다. 그런데 남학생들이 이러한 준의 재능을 시기하여 여자옷을 디자인하는 이상한 녀석이라며 욕하였고, 모델이 되는 여학생이 준을 싸늘한 눈빛으로 외면하는 바람에 정신적인 충격을 받아 등교를 거부하게 되었다고 한다.
애니판에선 초등학교 시절에 성적이 우수했던 준이 사립 중학교 입학시험에 실패한 충격과 더불어 공립 중학교에 입학한 준이 주위 급우들과 친해지지 못하고, 반대로 재봉 취미에 빠진 것 때문에 놀림받아 등교거부를 선언했다고 한다. 애니판 2기에서는 로젠 메이든 일행과의 관계로 마음으 고쳐먹고 학교에 다시 다니기 위해 열심히 공부 중이다.
취미는, 인터넷 쇼핑에서 상품을 주문한 뒤 쿨링 오프(cooling-off) 직전에 반품하는 것이다. 일단 본인도 좋지 않은 일이라고 자각은 하고 있는 것 같지만, 멈추려는 기색이 없다. 특기는 재봉으로, 미아가 된 인형의 영혼을 불러들이거나 로젠 메이든의 부서진 신체를 고치는 등 거의 신급의 수준(거장)을 이르렀다.
겉으로는 반항적이며 다른 사람에게 무관심을 가장하지만, 의외로 상대방의 기분을 헤아려줄 줄 안다. 신쿠 일행과의 교류나 앨리스 게임을 거치면서, 점차 정신적으로 성장해 간다. 신쿠에게는 언제나 “쓸모없는 하인”이라고 질책당하고 스이세이세키에게는 “꼬마 인간”이라고 매도당한다. 신쿠의 거만한 태도에 항상 화내며 반발하면서도, 서로(특히 준은) 뭔가 특별한 호의를 갖고 있는 것 같아서, 가끔은 왠지 얼굴을 붉히는 일도 많다.
준에게는 훗날 거장이 된다는 복선이 있는 것 같고, 특히 애니메이션 2기에서는 인형 가게에 다니는 등 동기 마련도 이루어졌지만, 결국 애매하게 방송이 종료해 버렸다. 원작에서는 로젠이 유년기의 준을 만나는 일이라든가 라플라스의 악마가 “아버님은 가까운 세계에 있다”라고 한 대사, 스이긴토가 착각한 모습, 유년기 시절 스케치북에 신쿠나 히나이치고의 의상을 그렸던 일도 있어, 로젠과 무슨 연관이 있는 것으로 추정된다.
카시와바 토모에(일본어: 柏葉 巴, かしわば ともえ 가시와바 도모에[*])
성우: 쿠라타 마사요 / 정혜옥
준의 소꿉친구이자 동급생. 히나이치고의 미디엄이였다. 집에서나 학교에서나 항상 우등생으로 학급 위원을 맡고 있다. 특기는 어릴 적부터 아버지한테 배운 검도로, 학교에서도 검도부에 소속되어 있다. 그러나, 사실은 동아리 활동을 그만두고 수험 공부에 전념하고 싶어하며, 학급 위원도 사실은 하고 싶지 않았던 것을 아버지나 급우들 모두에게 차마 말하지 못하고, 언제나 본심을 말하지 못하는 자신 때문에 고민하고 있다.
어린 시절엔 준과 친해 잘 놀러 다녔지만, 아버지의 일의 사정으로 다른 마을로 잠시 이사를 가고, 중학교 1학년 무렵에 다시 돌아왔다.
자신의 생명력을 히나이치고에게 지나치게 빨아들여져서 위험 상태에 놓였었지만, 계약 해지 후에도 사이가 좋아 히나이치고의 성장을 기뻐하고 있다. 가끔 히나이치고를 위해 딸기 찹살떡을 사서 사쿠라다네 집을 방문하기도 한다.
원작에서는 조금 어두운 성격에 말수도 적지만, 애니메이션에서는 밝은 성격에 말수도 많다. 왼쪽 눈 아래에 있는 작은 점이 특징이다.
카키자키 메구 (일본어: 柿崎めぐ, かきざき めぐ 가키자키 메구[*])
성우: 카와라기 시호 / 김서영
스이긴토의 계약자. 원작에서는 스이긴토의 나사를 감았지만, 스이긴토가 좀처럼 계약을 맺으려 하지 않다가 Phase37에서 결국 정식으로 계약을 맺는다. 애니메이션에서는 스이긴토의 나사를 감은 것은 아니지만, 바라스이쇼에 이끌려 혼자서 눈을 뜬 스이긴토에게 일방적으로 계약을 맺었다.
아리스카와 대학 병원에 심장병 환자로 입원 중이며, 완치하기 위해서는 이식 수술이 필요하지만, 거듭되는 단명 선언으로 기력을 잃어가고 있다. 본인은 병약한 자신을 가리켜 “망가진 아이(정크)”라고 폄하한다. 자기 앞에 나타난 스이긴토를 천사로 생각해, 스이긴토가 자신의 생명력을 다 써주기를 바라고 있다.
부모님은 가정의 불화로 현재 별거 중이며, 입원비 등은 경제력이 적당한 아버지가 대고 있지만, 그래도 자주 만나지 못한다. 그 결과 ‘부모님에게도 버림받았다’라고 비관적으로 생각하게 되어, 살고 싶은 마음도 잃어버렸다.
일찍이 발작을 일으켰을 때에 할머니가 언제나 자신을 위해 불러 준 노래를 스이긴토를 위해 언제나 노래하고 있다. 그 할머니의 죽음을 계기로 죽음을 무서워하지 않게 되었다. 병원의 간호사들 사이에서는 괴짜 또는 손이 많이 가는 아이로 일컬어지고 있다. 스이긴토를 만날 때까지는 다른 사람을 격렬하게 거부했었다.
시바사키 모토하루(일본어: 柴崎 元治, しばさき もとはる 시바사키 모토하루[*])
성우: 니시카와 이쿠오 / 김기흥
애니메이션 오리지널 캐릭터. 애니메이션에서의 소우세이세키의 계약자. 시계 직공 노인으로 외아들 카즈키를 교통사고로 잃었으며, 또 그 충격으로 아내 마츠가 계속 수면 상태에 빠지게 되자, 그 자신마저 정신 파탄을 일으켜 소우세이세키를 죽은 아들이라고 믿어버리게 된다. 스이긴토에게 이용당했지만, 신쿠 일행이 마츠의 꿈 속으로 들어가 그녀를 깨우자, 자신도 아들의 죽음을 인정하고 이전의 모습으로 돌아온다.
쿠사부에 미츠(일본어: 草笛 みつ 구사부에 미쓰[*], 별명みっちゃん, みっくん)
성우: 카와세 아키니 / 김현심
카나리아의 미디엄으로 평범한 회사원. 카나리아에게는 밋짱, 회사 상사에게는 밋쿤으로 불리고 있다.
로젠 메이든을 가지고 싶어서 인터넷을 뒤지다 결국 당첨되었고 다른 로젠 메이든도 소유하고 싶어하고 있으며 로젠 메이든이라면 사족을 쓰지 못하고 있다. 인형옷을 만들어 인터넷에서 판매도 하고 있으며 만화에서는 카나리아의 안내로 준의 집까지 방문해서 준에게 인형옷을 만드는 데 도움을 받기도 한다.
코린느 포세 (일본어: コリンヌ・フォッセー, 프랑스어: Corinne Fosse)
원작에서만 등장. 오디르의 할머니로 프랑스인이며 히나이치고의 옛날 계약자이다. 유복한 가정에서 살았으며 매일 히나이치고와 즐겁게 나날을 보내고 있었지만 제2차 세계대전이 발발하여 나치 독일의 군대가 프랑스를 침략하여, 피난갈 때에 히나이치고를 데려갈 수 없게 되어, 히나이치고를 두고 떠나 버렸다. 그 후, 죽을 때까지 히나이치고를 걱정했었다. 죽기 직전에 손녀인 오디르에게 히나이치고를 찾아줄 것을 부탁했다.
오디르 포세 (일본어: オディール・フォッセー, 프랑스어: Odille Fosse)
원작에서만 등장. 키라키쇼의 계약자. 코린느의 손녀로, 히나이치고가 착각할 만큼 코린느와 닮았다. 자신의 반지를 히나이치고의 반지라고 믿어, 사쿠라다네 집을 방문했지만, 그 후 키라키쇼에 의해 잠에 취해 혼수 상태에 빠져 버린다. 그대로 아리스카와 대학병원에 이송되어 현재 입원 중이다.
사라(일본어: サラ, Sarah)
성우: 사나다 아사미
19세기 당시 신쿠의 전 미디엄으로 활달한 성격의 소녀. 고양이와 신쿠를 부모 몰래 숨기고 있었다. 특별판에서 등장한다.
유이히시 히토하(일본어: 結菱 一葉, ゆいひし ひとは 유이히시 히토하[*])
원작에만 등장하는 소우세이세키의 미디엄. 거대한 대저택에 사는 귀족으로 죽은 동생으로 인해 괴로워하고 있다.
사랑하던 여자가 동생을 선택했다는 점과 동생이 그런 여자와 같이 집을 나간거에 대해 배신감을 갖고 있었다. 그런데 둘이 탔던 배가 침몰당해 동생이 죽어버리고, 동생인 유이비시 후타바가 맞냐는 말에 자신의 이름을 대고 자신이 후타바(동생)로서 살아가고 있었다. 그런데 지금에서 행방불명된 여자가 살아있는 걸 알게 되고, 후타바를 잊은 체 다른 남자하고 살고 있자 배신감에 복수를 해야겠다고 결심하였다. 그러던 중 그에게 스이세이세키, 소우세이세키의 가방이 오게 되고, 그는 소우세이세키의 태엽을 먼저 감아 소우세이세키의 마스터가 된다. 소우세이세키의 힘을 이용하여 그 여자를 죽이려고 하나....소우세이세키의 꿈의 필드에서 자신이 그 여자를 사랑했다는 것, 그 여자도 괴로웠다는 등 모든 사실을 알게 되고....결국 죽이고 싶어했던건 후타바를 가장해서 자신의 마음을 얶매어 있었던 자기 자신이라는 걸 깨닫게 된다. 소우세이세키는 이런 마스터의 마음에 공감하면서 스이세이세키를 위해, 마스터를 위해 마스터의 괴로운 마음을 깨뜨리게 되고, 그 영향으로 죽어버린다.
소우세이세키가 죽은 후 소우세이세키를 소중하게 간직하겠다고 한다. 그러나 가방에서 꺼내 말을 걸거나 하자 스이세이세키가 그것을 막았다. 그 뒤 스이세이세키가 가끔 찾아와 그와 같이 차를 마시거나 대화를 하거나 한다.
8권에서 키라키쇼의 의해 오디르 포세처럼 잠에 취해 혼수 상태가 되어버린다.
사쿠라다 준(대학생)(일본어: 桜田 ジュン 사쿠라다 준[*])
성우: 사나다 아사미 / 정선혜
신연재(애니메이션 3기)에서 등장한 신쿠의 태엽을 감지않은 평행세계의 준. 신쿠와 로젠메이든을 만나지 못해 은둔형 외톨이인채로 성장하였지만 검정고시를 통해 대학생이 되어 독립했다. 그러나 여전히 자신의 세계를 찾지 못하여 학교와 아르바이트하는 편의점, 좁은 아파트방을 전전하며 생활하다가 카라키쇼에 의해 N필드에 갇힌 '태엽을 감은세계'의 준이 보낸 신쿠의 예비몸체를 직접 조립하여 카라키쇼에게 본체가 붙잡혔다가 로자미스티카만이 탈출한 신쿠와 만나게 된다. 이후 중학생 준의 메일이 카라키쇼에게 해킹당해 카라키쇼가 쓸 몸을 조립하게 되지만, 결과적으로 우연히 소우세이세키의 반지를 통하여 계약을 맺어 소우세이세키를 부활시킨다. 여전히 재봉솜씨는 초일류로, 함께 아르바이트를 하던 극단의 여배우인 사이토의 권유로 미술담당일을 돕다가 정식으로 스카웃제의를 받거나, 편의점에서 정식 점장으로 스카웃을 받거나 현실에서 인기 급상승. 이후에 현실세계와 마주할 용기를 얻어 충실하게 잘 지내고 있었지만, 카라키쇼에게 중학생 준이 붙잡히게되자 토모에와 신쿠일행의 SOS신호를 받고 다시한번 장미전쟁에 발을 들인다.

### 미디엄의 가족
사쿠라다 노리 (일본어: 桜田 のり 사쿠라다 노리[*])
성우: 리키마루 노리코 / 문선희
준의 누나로 고등학생이다. 해외로 나간 부모님을 대신해 집안의 가사를 도맡아 하고 있다. 학교에서는 여자 라크로스부라는 동아리에 소속되어 있다.
준과 달리 사교적인 성격으로 다른 사람을 잘 돌봐주는 등 상냥한 마음씨를 갖고 있지만, 일단 화가 나면 무섭다. 기본적으로 깊은 생각을 하지 않는 성격이기도 하다. 항상 남동생인 준을 걱정하며 배려해주지만, 준으로부터 공연한 참견으로 과보호라는 대꾸를 받아 울기도 한다. 또, 준이 원하는 것은 뭐든지 들어주기 때문에 준의 악취미인 인터넷 쇼핑물 반환을 조장시키고 있다.
신쿠 일행을 몹시 좋아하고 있지만, 앨리스 게임에 대한 자세한 일은 알지 못하고, 처음에는 신쿠를 준이 통신 판매로 구입한 정교한 여성형 섹스 돌로 착각했다.
요리 실력이 능숙하고, 꽃모양 햄버거나 하트 오므라이스 등 가끔씩 공이 많이 들어간 요리를 만들어 먹는 사람을 기쁘게 만든다.
시바사키 마츠 (일본어: 柴崎 マツ, しばさき まつ 시바사키 마쓰[*])
소우세이세키의 미디엄 시바사키 모토하루의 아내로 아들 카즈키가 교통사고로 죽자 그 충격으로 혼수상태에 빠졌지만 소우세이세키의 필사적인 노력에 의해 눈을 뜨게 되었다.
시바사키 카즈키(일본어: 柴崎 一樹, しばさき かずき 시바사키 가즈키[*])
성우 : 마츠모토 메구미
소우세이세키의 미디엄의 죽은 아들.

### 인형 제작자
로젠 (일본어: ローゼン 로젠[*])
로젠 메이든 시리즈를 만든 수수께끼의 천재 인형사. 인형들에게는 “아버님(일본어: お父さま 오토사마[*])”이라고 불리고 있다.
궁극의 소녀 앨리스를 만들기 위해 연금술로 로자 미스티카를 생성해 로젠 메이든을 만들었지만, 아무도 앨리스가 되지 못한 것에 비관해 자취를 감춘다. 인형사가 되기 전에는 철학자였으며, 그 후 연금술로 불로불사를 얻어(당대 시기에 그는 ‘생제르맹 백작’이라고 불리었으며 로젠 크로이츠와 무슨 관계가 있지 않았을까 의심이 가지만 진상은 모른다) 이름이나 직함을 세월에 따라 수시로 바꾸어 몇십 년, 몇백 년 동안 살아온 것으로 보인다. 신쿠는 “이름이나 모습은 아버님에게 중요하지 않다”고 하였다.
지금도 n필드 어디엔가 있는 것 같지만, 앨리스가 된 로젠 메이든 밖에 만날 생각밖에 없다고 한다.
엔쥬 (일본어: 槐, えんじゅ 엔쥬[*])
성우 : 오노 다이스케 / 최지훈
애니메이션 오리지널 캐릭터로 2기에 등장한다. 시라사키와 함께 인형 가게 영업을 한 인형사 청년. 언제나 과묵하고 공방에서 로젠 메이든과 같이 태엽으로 움직이는 인형을 만들고 있다. 앨리스 게임을 원하는 로젠의 의도를 이해할 수 없다고 한 준에게, 인형사의 심정을 전했다.
그의 정체는 자칭 로젠의 제자로, 스승을 뛰어넘는 인형을 만들기 위해 바라스이쇼를 만들어, 신쿠 일행에게는 자신이 로젠이라고 속이고, 앨리스 게임을 하도록 유도한 원흉 중 한 사람이다. 인형사로서의 실력은 가히 로젠에 필적할 만한 정도로, 그가 만든 바라스이쇼는 신쿠 일행과의 싸움에서 이겼지만, 결국 바라스이쇼와 함께 빛에 휩싸여 소멸했다.
특별편에서 19세기 후반의 영국에서 시라사키와 함께 로젠 메이든을 찾으러 다녔던 장면이 나와, 로젠과 같이 연금술이나 다른 무엇인가로 불로불사의 힘을 얻은 모양이다.
사실 엔쥬는 애니판 1기의 흥행으로 2기의 방영이 갑작스럽게 결정되자, 애니판 제작자들이 진짜 로젠 메이든 7번 째 인형인 키리키쇼를 본따서 바라스이쇼를 만들어낸 인물로 급조한 캐릭터라는 평가가 많다.

### 그 외
야마모토(일본어: 山本, やまもと 야마모토[*])
성우 : 마지마 준지
애니에 등장하는 캐릭터로 노리의 동급생으로 노리를 좋아하여 고백을 하려 하지만 노리가 항상 바쁘다며 고백을 받아주지 않는 탓에 그녀에게 고백하기 위해 쫓아다니지만 항상 헛수고만 하고 있다.2기에서는 스이세이세키에게 물벼락을 맞기도 한 불쌍한 인물.
우메오카(일본어: 梅岡, うめおか 우메오카[*])
원작에만 등장. 준의 담임.

## 그 외
킁킁 탐정 (일본어: くんくん探偵 군쿤 단테이[*])
신쿠가 열심히 보고 있는 인형극 TV프로그램 ‘킁킁 탐정’의 주인공. 점박이 강아지 캐릭터로 우수한 명탐정이란 설정이다. 셜록 홈즈를 모티브로 만들어낸 캐릭터로 보이며, 착용하는 모자나 파이프 담뱃대등이 이를 증명한다. 친구는 경찰측에서 일하는 고양이 경부, 라이벌은 괴도 드로보우캣. 킁킁 탐정에 사족을 못쓰는 신쿠의 모습이 자주 등장하며, 다른 자매들이나 준도 킁킁 탐정에 깊은 관심을 보인다.
시로사키 (일본어: 白崎, しろさき 시로사키[*])
성우 : 사쿠라이 타카히로(2기) / 김기흥
애니메이션 오리지널 캐릭터. 2기에 등장. 장발에 안경을 쓴 인형 가게의 점원. 조금 가벼운 성격이지만, 수수께끼에 쌓인 일면도 갖고 있다. 준과 엔쥬를 만나게 해주고, 뒤에서는 바라스이쇼와 밀담을 나눈다. 그 정체는 라플라스의 악마로, 진짜 모습인 라플라스의 악마의 성격과의 지나친 괴리감에, 위화감을 느끼는 사람도 많다.
그 이름에는 한 가지 비밀이 있는데, 그것은 시로사키→하얀 나무→하얀 토끼→라플라스의 악마라고 한다.
특별판에서는 19세기 시대에 엔주와 함께 로젠 메이든을 찾고 있었으며, 엔주와는 꽤 옛날부터 아는 사이라고 생각된다.
라플라스의 악마 (일본어: ラプラスの魔 라푸라스 노 마[*])
n필드에 나타나는 정체불명의 토끼. 비단 모자를 쓰고 턱시도를 착용한다. 못된 장난을 좋아하고 익살적인 언동이 특징인 신비스러운 분위기를 가진 존재이다. 수시로 앨리스 게임에 참견을 한다. 어떠한 형태로 로젠과 접촉을 하고 있는 것이 분명하다.
애니메이션 2기에서는 엔주와 바라스이쇼를 능숙하게 다루어, 앨리스 게임으로 유도해 로젠 메이든을 한번 전멸시키기도 한 장본인이다. 최종화에서는 소우세이세키와 히나이치고의 로자 미스티카를 가지고 n필드로 떠난 것으로 보이는 장면이 있다. 왜 그런 짓을 했는가는 아직도 수수께끼이다. 또, 준에게 “태엽을 감았을 뿐인 소년”이라 말하고 사라지는 등, 엔주와 같이 매개체를 가볍게 보고 있는 듯하다.

## 같이 보기
- 로젠 메이든